# Spektroskopia poziomów energetycznych defektów
Spektroskopia poziomów energetycznych defektów (DLTS z ang. Deep Level Transient Spectroscopy) jest techniką doświadczalną do badania aktywnych elektrycznie defektów w materiałach półprzewodnikowych. Technika ta pozwala wyznaczyć koncentrację defektów w badanym materiale oraz parametry fizyczne defektu takich jak wartość poziomu energetycznego w przerwie wzbronionej półprzewodnika oraz tak zwany przekrój czynny na złapanie nośnika prądu.
Techniką DLTS mogą być badane defekty obecne w warstwie ładunku przestrzennego prostych urządzeń elektronicznych takich jak dioda p-n czy Dioda Schottky’ego. W czasie pomiaru polaryzacja zaporowa złącza jest zmniejszana na czas krótkiego impulsu. To zmniejszenie napięcia zmniejsza również pole elektryczne w złączu, co umożliwia swobodnym nośnikom prądu napłynięcie z objętości półprzewodnika i obsadzenie defektów obecnych w złączu urządzenia. Po impulsie, gdy napięcie powraca do wartości wyjściowej, defekty zostają w sposób niestabilny obsadzone nośnikami prądu. Defekty powracają do stanu równowagi termodynamicznej poprzez emisję termiczną zapułapkowanych nośników prądu do pasma przewodnictwa lub walencyjnego półprzewodnika. W technice DLTS zmiany stanu ładunkowego defektów w obszarze zubożonym złącza obserwowane są poprzez pomiar jego pojemności elektrycznej. Proces załadowywania defektów impulsem napięciowym oraz następująca po tym emisja zapułapkowanych nośników powtarzane są cyklicznie, co umożliwia stosowania technik fazoczułych (woltomierz homodynowy, woltomierz lock-in) do analizy kinetyk relaksacji pojemności złącza.
Technika DLTS charakteryzuje się niezwykle wysoką czułością pomiarową. Przykładowo, dla typowego półprzewodzącego krzemu jest w stanie wykryć defekty lub zanieczyszczenia w koncentracji na poziomie jeden atom na 1012 atomów sieci krystalicznej. Ta własność w połączeniu ze stosunkowo prostą i tanią konstrukcją sprzętu uczyniła z DLTS-u jedno z najbardziej popularnych narzędzi diagnostycznych do badania jakości materiałów półprzewodnikowych.
Technika DLTS została zaproponowana przez D. V. Langa z Bell Labs w 1974. Lang posiada od 1975 patent USA na pewne rozwiązania techniczne wykorzystywane początkowo do konstrukcji spektrometrów DLTS.

## Wersje techniki DLTS

### Konwencjonalna

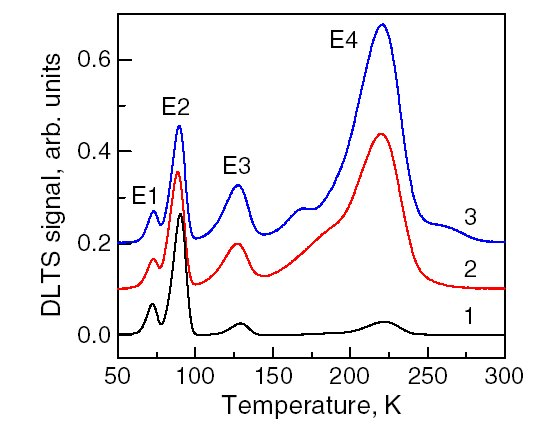
Typowe widmo konwencjonalnego DLTS

W konwencjonalnej metodzie DLTS process relaksacji pojemności elektrycznej złącza mierzony jest woltomierzem homodynowym (lock-in) podczas powolnej zmiany temperatury próbki. Zmiany temperatury realizuje się przeważnie w zakresie temperatur między temperaturą ciekłego azotu (77K) a temperaturą pokojową (300K). Pomiar woltomierzem napięć zmiennych dokonuje się dla częstotliwości powtarzania impulsów zapełniających defekty. W konwencjonalnej metodzie ta częstotliwość pomnożona przez pewną stałą (zależną od typu woltomierza) nazywamy „oknem szybkości” (z ang. rate window). Gdy podczas zmiany temperatury próbki zmienna szybkość emisji termicznej nośników dla jakiegoś defektu zrówna się z nastawionym oknem szybkości, to na widmie konwencjonalnego DLTS powstaje pik. Temperatura pojawienia się piku i wartość okna szybkości, dla której dany pik powstał, stanowią dla danego defektu parę wielkości, której używa się później do konstrukcji tzw. diagramu Arrheniusa. Na jego podstawie szacuje się energię aktywującą proces emisji termicznej (poziom energetyczny) dla danego defektu. Dalsze punkty na tym diagramie uzyskuje się mierząc widmo konwencjonalnego DLTS z nastawioną inną wartością okna szybkości. Wyznaczony w ten sposób poziom energetyczny defektu oraz wartość odcięcia krzywej Arrheniusa stanowią parametry identyfikujące dany defekt w danym materiale.

### MCTS i DLTS dla nośników mniejszościowych
Opisane powyżej impulsy napięciowe przykładane do diody Schottky’ego pozwalają na obserwację defektów pułapkujących nośniki większościowe, to znaczy elektrony w materiale typu n lub dziury w materiale typu p. Pułapkowanie nośników mniejszościowych (elektronów w materiale typu-p i dziur w materiale typu-n) można obserwować w diodach Schottky’ego, gdy impulsy napięciowe zastąpi się błyskami światła o energiach fotonu większych niż wartość przerwy wzbronionej danego półprzewodnika. Ta wersja techniki DLTS nazywana jest w literaturze angielskojęzycznej Minority Carrier Transient Spectroscopy (MCTS). Nośniki mniejszościowe można również wprowadzać do warstwy zubożonej złącza p-n poprzez stosowania impulsów napięciowych w zakresie napięć odpowiadających polaryzacji przewodzącej złącza. Widma DLTS odpowiadające mniejszościowym defektom pułapkowym przedstawiane są zazwyczaj z przeciwnym znakiem amplitudy niż te od pułapek nośników większościowych.

### Laplasowski (Laplace) DLTS
W metodzie Laplace DLTS pomiar zmian pojemności próbki odbywa się w stałej temperaturze. Wartości pojemności są próbkowane i uśredniane w celu redukcji wartości szumu pomiarowego. Szybkość emisji defektów uzyskiwane są ze zmierzonych kinetyk dzięki stosowaniu procedur numerycznych będących równoważnych odwrotnej transformacie Laplace’a. Wyliczone szybkości emisji prezentowane są w postaci widma na logarytmicznej osi odciętych. Główną zaletą metody laplasowskiej jest wyraźnie lepsza rozdzielczość pomiaru, to znaczy umiejętność rozróżniania bliskich wartości szybkości emisji.
Metoda Laplace DLTS w połączeniu z technikami ciśnień jednoosiowych pozwoliła na wyznaczenie symetrii niektórych defektów, a co za tym idzie, na weryfikację ich struktury mikroskopowej. Natomiast stosowanie metody Laplace DLTS do próbek w postaci struktur MOS pozwoliło na wyznaczenie rozkładu energetycznego stanów elektronowych na powierzchni styku półprzewodnika i tlenku (izolatora).

### Stałopojemnościowy DLTS
W pomiarach DLTS zakłada się przeważnie, że koncentracja mierzonych defektów jest niższa niż koncentracja domieszek definiujących przewodnictwo kryształu. W przypadku, kiedy to założenie nie jest spełnione, stosuje się tak zwaną stałopojemnościową metodę DLTS (z ang. constant capacitance DLTS, CCDLTS) do prawidłowego wyznaczania koncentracji defektów. W metodzie tej stosuje się w pomiarze dodatkowy układ elektroniczny sprzężenia zwrotnego utrzymujący w trakcie trwania procesu rozładowywania defektu stałą pojemność elektryczną złącza. Stała pojemność złącza oznacza stałą szerokość obszaru zubożonego, a co za tym idzie stały obszar, w którym mierzone są defekty. Zmiany pojemności kompensuje się zmianami napięcia polaryzacji złącza. Właśnie ta kinetyka zmian napięcia polaryzacji złącza jest przedmiotem pomiaru w metodzie CCDLTS. Teoria tego pomiaru została przedstawiona przez Lau i Lama w 1982.

### Prądowy DLTS
Techniki DLTS, gdzie mierzy się pojemność elektryczną złącza półprzewodnikowego, nie można stosować do materiałów wysokooporowych, gdyż dla takich materiałów jest trudno wykonać takie złącze. W takich materiałach zmianę stanu ładunkowego defektów zamiast impulsu napięciowego stosuje się błysk światła o energii fotonu za zakresu energii zarówno poniżej jak i powyżej wartości przerwy energetycznej danego materiału. Takie impulsy światła powodują chwilowe zmiany przewodnictwa materiału wynikające z procesu fotojonizacji defektów, a nie jonizacji termicznej. Taka metoda DLTS w literaturze nazywana jest PITS (od ang. photoinduced transient spectroscopy). Metodę PITS można również stosować dla struktur PIN.